# Rezolucja Rady Bezpieczeństwa ONZ nr 291
Rezolucja Rady Bezpieczeństwa ONZ nr 291 została przyjęta jednomyślnie 10 grudnia 1970 r.
Rada potwierdziła swoje poprzednie rezolucje w kwestii cypryjskiej oraz przedłużyła mandat Sił Pokojowych ONZ na Cyprze na kolejne miesiące, do dnia 15 czerwca 1971 r.
Rada wezwała również wszystkie zaangażowane strony do dalszego działania z największą powściągliwością oraz pełną współpracę z siłami pokojowymi.